# Windows Server 2003
Windows Server 2003 este un sistem de operare produs de Microsoft, lansat pe 24 aprilie 2003. Succesorul este Windows Server 2008.

## Versiuni
Fiecare ediție de Windows Server 2003 este orientată spre o anumită tip de activitate.

### Standard
Windows Server 2003 Standard este proiectat pentru întreprinderile mici și mijlocii. Oferă partajarea de fișiere și imprimante, conectivitate internet securizată, politică de gestionare desktop centralizată și soluții Web care conectează angajații, partenerii și clienții. Caracteristicile avansate de rețea ca Internet Authentication Service (IAS), caracteristica punte de rețea, Internet Connection Sharing (ICS) și multiprocesare simetrică pe patru direcții (SMP).

### Enterprise
Windows Server 2003 Enterprise este conceput pentru firmele mijlocii și mari. Recomandat pentru serverele care rulează aplicații cum ar fi crearea de rețele, mesagerie, inventar și a sistemelor de servicii pentru clienți, baze de date, precum și e-commerce site-uri Web.

### Datacenter
Windows Server 2003 Datacenter este conceput pentru întreprinderile care necesită cele mai înalte niveluri de scalabilitate, disponibilitate și de fiabilitate. Permite livrarea sarcinilor critice, soluțiilor pentru baze de date; software de planificare a resurselor întreprinderii.

### Web
Windows Server 2003 Web este destinat pentru construirea și găzduirea aplicațiilor Web, pagini web și servicii XML Web. Windows Server 2003, Include următoarele caracteristici: IIS 6.0, Microsoft ASP.NET pentru implementarea de serviciilor și aplicațiilor Web,  Web Distributed Authoring and Versioning (WebDAV) unealtă care prmite utilizatoriilor publicarea, gestionarea și partajarea informațiilor pe Web. Conexiunile Server Message Block (SMB) sunt limitate la 10 conexiuni simultane. Windows Server 2003 Web suporta un maxim de 2 procesoare fizice și un maximum de 2GB de RAM.

### Windows Compute Cluster Server
Windows Compute Cluster Server 2003 este proiectat pentru a rula calcul de înaltă performanță(HPC) în paralel cererile pentru rezolvarea calculelor complexe. Produsul este disponibil clienților din august 2006 și versiunile de evaluare au fost furnizate participanților conferinței Microsoft Tech Ed 2006 din 11-16 iunie 2006 în Boston.